# На истој таласној дужини
На истој таласној дужини је други албум српског поп-фолк певача Жељка Шашића, који је издат 1995. године за Lucky Sound. Сниман је у октобру 1995. године.

## Списак песама
На албуму се налазе следеће песме: